# میکروکوکوس
میکروکوکوس (نام علمی: Micrococcus) نام یک سرده از حوزه باکتری است.